# 三菱・レグナム
レグナム（Legnum）は、三菱自動車工業がかつて生産・販売していたステーションワゴン型の乗用車である。1996年、日本カー・オブ・ザ・イヤー受賞。

## 概要
1996年にフルモデルチェンジした8代目ギャランのステーションワゴン版であり、当時快進撃を続けていたスバル・レガシィツーリングワゴンに対抗するため開発された。イメージキャラクターには俳優の今井雅之が起用された。
日本国内では三菱自動車販売の2つの自動車ディーラー（ギャラン店・カープラザ店）で並売する関係上、「ギャラン」の名称は使われていないが、北米と大洋州へは「ギャランエステート」、欧州では「ギャラン・コンビ」として輸出され、特に北米および大洋州（並行輸入のみ）では一定の販売台数を得た。
逆スラントノーズを採用した精悍なフロントマスクやまとまりのあるリアスタイルで人気を博し、特に当時はGDIエンジン搭載車が販売の中心であった。
ベース車であるギャランより車高が30mm高く（ルーフレール装着車）、またリアオーバーハングが延長されラゲッジスペースが拡大されている。
4輪全てにマルチリンク5リンク式サスペンションを採用し、優れた直進安定性、旋回性能を得ている。逆に、リヤにもセダン同様、ハイマウント式アッパーアームのダブルウィッシュボーンにリンクを追加したサスペンション形式を採用している。ボディはボンネット・グリル・リア外観で大まかに前期型と後期型に分けられ、グレードによりエアロの違い、内装の本革仕様などで差別化をしている（ST・ST-R・VIENTO・VR-4など）。最上位モデルのVR-4では、ランサーエボリューションシリーズに積載されたリアデフロック（差動装置）の駆動配分を電気的に配分するAYCを標準で搭載し、VR-4 type-Sには、加えてアクティブ・スタビリティー・コントロールシステム&トラクションコントロールシステムを標準装備している。
特筆される装備としては、荷物を多く積んでも車高を維持しようとする機構のセルフレベリングサスペンションや、当時日本初だったサイドエアバッグなどがオプションで用意されていた。
なお後期型のVR-4のうち、type-Sにはフレアホイールアーチがあるが、type-Vに関してはAYCは装備されておらず、ATのみが提供される。

## 年表
- 1996年9月 - ギャランのフルモデルチェンジと同時に登場。エンジンは直4・1.8LGDI.V6・2.0L.2.5L.2.5Lターボの4種類。
- 1997年9月 - V6・2.0Lが廃止。ノーマルルーフ車の天井が塩ビ張りから布張りに変更。VR-4エクステリアのスポーティ仕様1.8Lヴィエント追加。
- 1998年1月 - VR-4 type-Sをベースに、専用大型エアロパーツ、ラリーアート製マフラー、MOMO製本革巻ステア、RECARO製バケットシート等のスポーツ装備を追加した特別限定車となるスーパーVR-4が限定800台で販売。カラーはハミルトンシルバーとパルマレッドの2色のみ。同じくギャランにもスーパーVR-4が限定で販売。
- 1998年9月 - マイナーチェンジ。前後のデザインを大幅にリニューアル。2.5V6のNAエンジンは廃止されV6エンジン搭載車はターボ車のみに。
- 2000年5月 - GDIエンジン搭載車はエンジンの変更で2.0Lへ。
- 2002年8月[1] - 生産終了。以後在庫対応分のみの販売となる。
- 2002年12月 - 後発となった同社の2代目ランサーワゴン（←ランサーセディアワゴン）に統合されるかたちで販売終了。一方、レグナムの元となった8代目ギャランは2005年12月に後発となった同社の6代目ランサーセダン（←ランサーセディア）に統合されるかたちで販売終了となった。
- 2005年6月 - 輸出向けの生産を終了。
- 2006年12月 - 輸出向けの販売を終了。

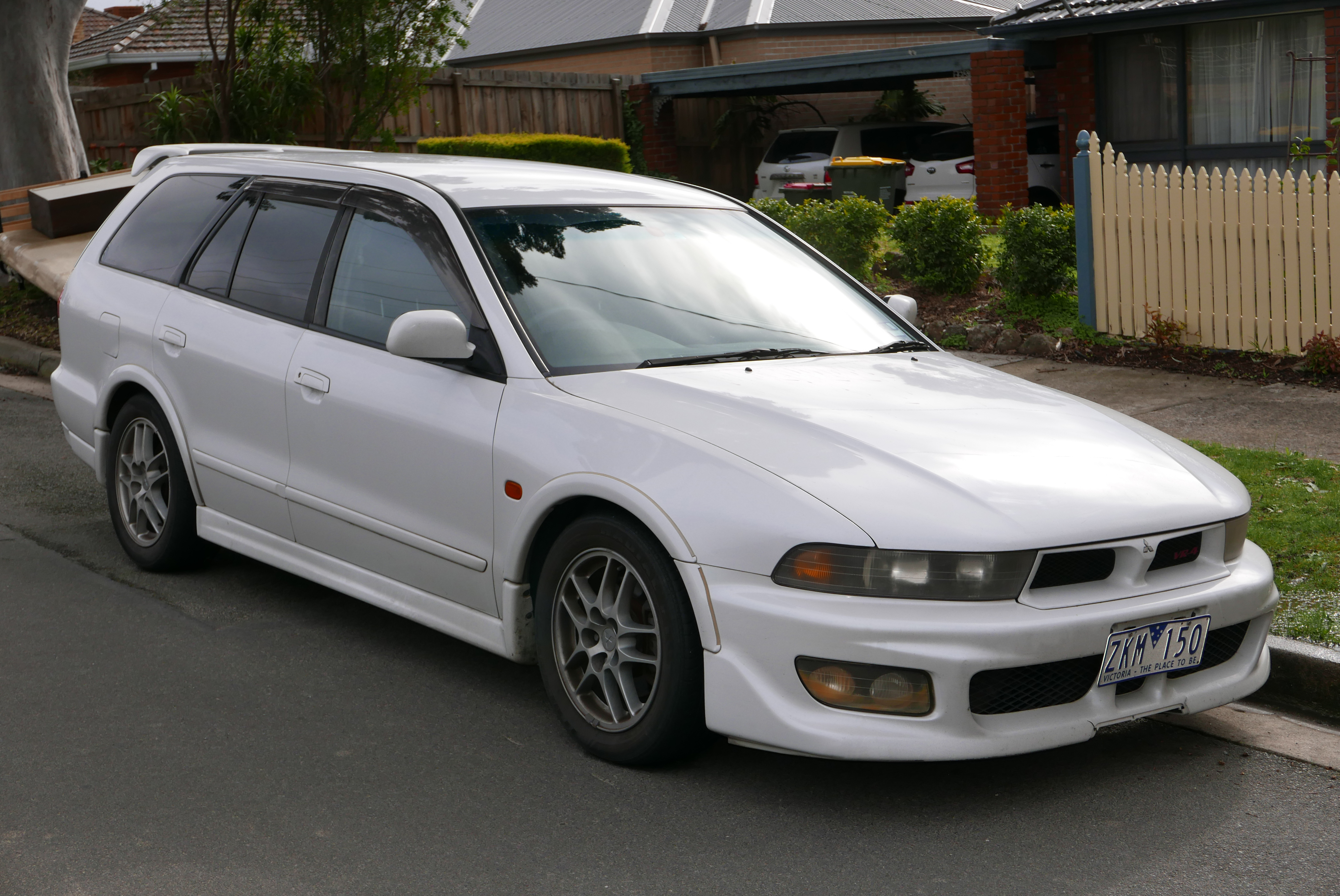
VR-4 type-S（1998年9月改良型）

## エンジン
搭載エンジンは直列4気筒1,800ccの4G93（GDI）・DOHC16バルブ、V型6気筒2,000ccの6A12・SOHC24バルブ、そのボアアップ版であるV型6気筒2,500ccの6A13・SOHC24バルブ、およびDOHC24バルブと幅広い。後に前述の3種にかわって直列4気筒2,000ccの4G94（GDI）・DOHC16バルブと2,400ccの4G64（GDI）・DOHC16バルブとなった。そのほか6A13型エンジンをDOHC24バルブヘッド化＆ツインターボチャージャー化（後期型ATで280ps）した仕様をフラッグシップモデルのVR-4に搭載。レグナム/ギャランの4G93型エンジンは世界初の超希薄燃焼を可能にしたガソリン直噴GDIとして、月刊誌『自動車工学』が選ぶ1996年のニューテクノロジー・オブ・ザ・イヤーで1位を得ている。

## 車名の由来
- ラテン語で王権・王位を意味する。

## その他
- フロントグリルの上部が前方に突き出しているデザインのフロントマスク形状から、しばしば『ガンダムルック』と呼ばれる（これはベースとなったギャラン／アスパイアも同様）。
- 前期モデル末期には、スノーバードという、特別仕様車が設定されていた。（グレードはST）。なお、スノーバードという言葉は、英語のスラング（俗語）で、麻薬中毒者を示す意味がある。